# Pallacanestro Reggiana 2024-2025
Questa voce raccoglie le informazioni riguardanti la Pallacanestro Reggiana nelle competizioni ufficiali della stagione 2024-2025.

## Stagione
La stagione 2024-2025 della Pallacanestro Reggiana ancora sponsorizzata UNAHOTELS, è la 27ª nel massimo campionato italiano di pallacanestro, la Serie A.

## Maglie
Il fornitore ufficiale del materiale tecnico per la stagione 2024-2025 è Macron.

## Organigramma societario
Dal sito internet della società.
Area dirigenziale
- Presidente: Veronica Bartoli
- Vice presidente: Enrico San Pietro
- Consigliere d'amministrazione: Graziano Sassi
- General Manager: Claudio Coldebella
- Direttore sportivo: Filippo Barozzi
- Team manager e Scout: Michele Talamazzi

Area generale e organizzativa
- Relazioni esterne: Gaia Spallanzani
- Comunicazione: Davide Draghi
- Sales manager: Francesco Iori
- Social manager: Valery Lamberti
- Amministrazione: Diana Basile
- Segreteria generale: Fabrizia Paolini
- Segreteria amministrativa: Stefania Martini

Area tecnica
- Allenatore: Dimitris Priftis
- Vice allenatore: Federico Fucà
- Assistente allenatore: Marco Rossetti
- Preparatore atletico: Sandro Bencardino
- Fisioterapista: Nicolò Fagandini
- Responsabile settore giovanile: Andrea Menozzi

## Roster
Aggiornato al 28 novembre 2024.
| UNAHOTELS Reggio Emilia 2024-25 | UNAHOTELS Reggio Emilia 2024-25 |
| Giocatori                       | Staff tecnico                   |
| ------------------------------- | ------------------------------- |

| N. | Naz.                                   | Ruolo | Nome                    | Anno | Alt.   | Peso   |  |
| -- | -------------------------------------- | ----- | ----------------------- | ---- | ------ | ------ |  |
| 0  | Stati Uniti (bandiera)                 | G     | Jaylen Barford          | 1996 | 191 cm | 86 kg  |  |
| 3  | Italia (bandiera)                      | P     | Filippo Gallo           | 2004 | 194 cm | 82 kg  |  |
| 5  | Stati Uniti (bandiera)                 | P     | Cassius Winston         | 1998 | 185 cm | 82 kg  |  |
| 11 | Senegal (bandiera)                     | C     | Mouhamed Faye           | 2005 | 205 cm | 100 kg |  |
| 13 | Francia (bandiera)                     | AC    | Stéphane Gombauld       | 1997 | 205 cm | 103 kg |  |
| 14 | Italia (bandiera)                      | AP    | Sasha Grant             | 2002 | 201 cm | 95 kg  |  |
| 15 | Stati Uniti (bandiera)                 | G     | Jamar Smith             | 1987 | 191 cm | 84 kg  |  |
| 16 | Italia (bandiera)                      | PG    | Lorenzo Uglietti        | 1994 | 192 cm | 84 kg  |  |
| 23 | Italia (bandiera)                      | P     | Filippo Carboni         | 2007 | 180 cm |        |  |
| 24 | Senegal (bandiera) · Italia (bandiera) | C     | Mame Saba Deme El Hadji | 2007 | 212 cm | 88 kg  |  |
| 25 | Mali (bandiera) · Italia (bandiera)    | C     | Elhadji Fainke          | 2005 | 204 cm | 94 kg  |  |
| 31 | Italia (bandiera)                      | G     | Michele Vitali (C)      | 1991 | 196 cm | 96 kg  |  |
| 35 | Stati Uniti (bandiera)                 | C     | Kenneth Faried          | 1989 | 203 cm | 103 kg |  |
| 51 | Italia (bandiera)                      | AG    | Matteo Chillo           | 1993 | 203 cm | 104 kg |  |
| 55 | Stati Uniti (bandiera)                 | AG    | Kwan Cheatham           | 1994 | 206 cm | 107 kg |  |
| -  | Italia (bandiera)                      | G     | Tommaso Bonaretti       | 2006 | 184 cm | 81 kg  |  |
| -  | Austria (bandiera) · Italia (bandiera) | G     | Imran Suljanović        | 2006 | 200 cm | 85 kg  |  |

| Allenatore |
| - Dīmītrīs Priftīs                                                                                               |
| Assistente/i |
| - Giuseppe Di Paolo - Federico Fucà - Marco Rossetti Legenda - (C) Capitano - (IN) Inattivo - Infortunato Roster |

## Mercato

### Sessione estiva
| P  | Filippo Gallo     | U.C.C. Piacenza     | svincolato    |
| P  | Cassius Winston   | Tofaş Bursa         | svincolato    |
| G  | Jaylen Barford    | Lokomotiv Kuban'    | svincolato    |
| G  | Carlo Porfilio    | Ferrara Basket 2018 | fine prestito |
| AG | Kwan Cheatham     | Fundación Granada   | svincolato    |
| C  | Elhadji Fainke    | V.L. Pesaro         | svincolato    |
| C  | Stéphane Gombauld | Dinamo Sassari      | svincolato    |

| Cessioni | Cessioni           | Cessioni        | Cessioni       | Cessioni |
| R.       | Nome               | a               | Modalità       |          |
| -------- | ------------------ | --------------- | -------------- | -------- |
| P        | Alessandro Cipolla | Aurora Desio    | fine contratto |          |
| P        | Brianté Weber      | Al Kuwait       | fine contratto |          |
| G        | Langston Galloway  | Trapani Shark   | fine contratto |          |
| G        | Carlo Porfilio     | Re-Basket 2000  | fine contratto |          |
| AG       | Omer Suljanović    | U.C.C. Piacenza | prestito       |          |
| C        | Darion Atkins      | Free agent      | fine contratto |          |
| C        | Tarik Black        | ASVEL           | fine contratto |          |

### Dopo l'inizio della stagione
| Acquisti | Acquisti       | Acquisti   | Acquisti         | Acquisti   |
| R.       | Nome           | da         | Data             | Modalità   |
| -------- | -------------- | ---------- | ---------------- | ---------- |
| C        | Kenneth Faried | Free agent | 28 novembre 2024 | svincolato |

| Cessioni | Cessioni      | Cessioni             | Cessioni       | Cessioni |
| R.       | Nome          | a                    | Data           | Modalità |
| -------- | ------------- | -------------------- | -------------- | -------- |
| P        | Filippo Gallo | RSR Sebastiani Rieti | 10 aprile 2025 | prestito |